# Marina Ferreira

Marina Ferreira

Marina João da Fonseca Lopes Ferreira (Lisboa, 1959) é uma jurista, gestora pública e política portuguesa, antiga militante do PSD (desfiliada desde 2022), primeira (e, até à data, única) mulher a liderar o executivo municipal de Lisboa, ainda que apenas interinamente, após a queda do executivo de António Carmona Rodrigues em 2007.

## Biografia
Licenciada em Direito (Ciências Jurídico-Económicas) pela Faculdade de Direito da Universidade de Lisboa, em 1982, fez uma pós-graduação em Assuntos Europeus pela Universidade Lusíada de Lisboa, em 1999/2000.
Foi diretora de recursos humanos da empresa de transportes públicos urbanos Carris em 1988-1991. Foi assessora jurídica no gabinete do Ministro das Obras Públicas, Transportes e Comunicações, João Maria de Oliveira Martins, entre 1987 e 1988, depois de ter sido advogada na Carris entre 1983 e 1987.
Foi directora-geral das pescas na negociação da revisão do tratado de adesão de Portugal à Comunidade Económica Europeia, em 1992-1994 no último governo de Aníbal Cavaco Silva. Foi chefe de gabinete do ministro do Mar, Eduardo Azevedo Soares, entre 1991 e 1992.
Foi secretária-geral adjunta do PSD em 1995-1997, sendo presidente do PSD Fernando Nogueira, e presidente do Conselho Fiscal da Administração dos Portos de Setúbal e Sesimbra entre 1994 e 1996.
Foi a primeira presidente da Autoridade Metropolitana de Transportes de Lisboa em 2003-2005.
Foi vereadora e vice-presidente da Câmara Municipal de Lisboa responsável pelos pelouros do trânsito, recursos humanos, património e proteção civil, em 2005-2007, tendo sido presidente da Empresa Municipal de Estacionamento de Lisboa (EMEL) entre 2006 e 2008. Enquanto vereadora, foi a responsável pela introdução do sistema de radares de controlo da velocidade automóvel em Lisboa. A introdução do sistema de radares levantou polémica, sendo alvo de críticas devido à forma "arbitrária e sem critério" como foram selecionados os locais onde foram instalados os radares e também devido à falta de cumprimento do objetivo a que os radares de propunham, a redução da sinistralidade, que apenas se verificou durante o primeiro ano de funcionamento dos radares, verificando-se um aumento da sinistralidade rodoviária nos anos seguintes.
Foi presidente da Comissão Administrativa da Câmara Municipal de Lisboa nomeada pelo Governo Civil do Distrito de Lisboa, após a queda do executivo liderado por António Carmona Rodrigues, em 18 de Maio de 2007.
Foi presidente da Administração do Porto de Lisboa entre Fevereiro de 2013 e Junho de 2016.
Foi presidente do Conselho de Administração da Transtejo/Soflusa entre Janeiro de 2017 e março de 2023, tendo apresentado a demissão na sequência da recusa de visto prévio, pelo Tribunal de Contas, ao contrato de compra de baterias para os novos navios da Transtejo, pelo que o relatório do Tribunal de Contas foi também enviado ao Ministério Público para averiguação de eventual responsabilidade financeira ou criminal do conselho de administração da Transtejo. Manteve, no entanto, a posição de que o contrato promoveu o interesse público e que as considerações do Tribunal de Contas eram "ofensivas e ultrajantes".